# Teratophthalma adulter
Teratophthalma adulter är en fjärilsart som beskrevs av Hans Ferdinand Emil Julius Stichel 1929. Teratophthalma adulter ingår i släktet Teratophthalma och familjen Riodinidae. Inga underarter finns listade i Catalogue of Life.